# John de la Pole, 1. jarl af Lincoln
John de la Pole, 1. jarl af Lincoln (ca. 1460 - 16. juni 1487) var en ledende skikkelse for Huset York under Rosekrigene.
Efter sin onkel Richard 3.'s død blev de la Pole forsonet med det nye Tudor-styre, men to år senere organiserede han et større York oprør. Han søgte at anbringe Lambert Simnel på tronen og hævdede, at Simnel faktisk var hans fætter Edvard, jarl af Warwick. Hvorvidt de la Pole havde til hensigt selv at tage tronen, hvis han havde haft succes, vides ikke, men det er blevet formodet af mange historikere. Han blev besejret og dræbt i Slaget ved Stoke Field i 1487.

## Opvækst
John de la Pole var den ældste søn af John de la Pole, 2. hertug af Suffolk og Elizabeth af York, hertuginde af Suffolk. Hans far var søn af Alice Chaucer, barnebarn af Geoffrey Chaucer. Hans mor var det sjette barn og tredje datter af Richard Plantagenet, 3. hertug af York og Cecily Neville. Han var således nevø til York-kongerne Edvard 4. af England og hans efterfølger, Richard 3. af England.
Johns onkel Edvard 4. ophøjede ham til jarl af Lincoln den 13. marts 1467.

## Tronarving
Efter kong Edvards død blev de la Pole en fast støtte til sin onkel Richard 3. Han modtog en indtægt på omkring 500 pund om året og blev udnævnt til præsident for Council of the North. Efter Richards søn og arving, Edvard af Middleham, var død, blev han udpeget til at erstatte ham som kongens stedfortræder i Irland, skønt dette var en nominel stilling, da Irlands regering blev administreret lokalt af Gerald FitzGerald, 8. jarl af Kildare.
I løbet af det sidste år af Richards regeringstid ser Lincoln ud til at være blevet udpeget som hans tronarving, skønt han aldrig offentligt blev proklameret som sådan. Edvard, jarl af Warwick, ville have haft et stærkere krav på tronen, men han var blevet fjernet fra arvefølgen, efter at hans far, Georg, hertug af Clarence, i 1478 var blevet fundet skyldig i forræderi mod sin bror, Edvard 4, og henrettet. Richard tildelte Lincoln gavebreve til vigtige landbesiddelser og, særligt betydeligt, gav han ham indtægterne fra Hertugdømmet Cornwall, der traditionelt blev givet til arvingen.

## Oprør
Efter Richards nederlag i Slaget ved Bosworth Field den 22. august 1485 blev Lincoln forsonet med den nye konge, Henrik 7., men blev snart utålmodig med den nye styre. En præst ved navn Symonds introducerede ham til sin protégé, Lambert Simnel, der lignede Edvard, jarl af Warwick. Den virkelige Edvard var blevet fængslet i Tower of London af kong Henrik. Lincoln besluttede at promovere Edvard som den "sande" arving til Huset York, mens han brugte Simnel til at repræsentere ham, hvorved Lincoln kunne være den egentlige leder for York-fraktionen. Lincoln rejste til Burgund for at overtale sin moster Margrete, hertuginde af Burgund til at finansiere et militært felttog for at tage tronen fra Henrik. Mens han formelt støttede Simnel, "så han sandsynligvis i sit eget sind sin egen tronbestigelse som det ultimative mål for sit foretagende." Med en hær af lejesoldater sejlede Lincoln til Irland, hvor han blev støttet af Gerald FitzGerald, 8. jarl af Kildare, som var ivrig efter at se et York-styre genoprettet i England. Dette var hovedsageligt fordi de York-kongerne havde tilladt irsk selvstyre med FitzGerald som den næsten "ukronede konge af Irland". Simnel blev udråbt til konge i Irland og kronet i Dublin som "Edvard 6."
Med sin hær, forstærket af irske rekrutter ledet af FitzGeralds bror Thomas FitzGerald af Laccagh, landede Lincoln på Piel Island i Lancashire og fortsatte med at marchere mod York, tidligere en højborg for Richard 3.'s tilhængere. Byen nægtede imidlertid at overgive sig til Lincoln. York-hæren sikrede sig en sejr over en lille Lancaster-styrke ved Bramham Moor og Lincoln formåede at undgå Henriks hovedstyrker i nord, der bevægede sig væk, da de modtog nyheder om, at York var under angreb. Dette kan have været en afledning planlagt af York-fraktionen. Lincolns hær blev imidlertid gentagne gange forstyrret af Lancaster-kavaleri under Sir Edward Woodville. York-hæren krydsede derefter floden Trent og etablerede deres position på toppen af en bakke nær landsbyen East Stoke. Snart indhentede fortroppen for hoved Lancaster-hæren under John de Vere, 13. jarl af Oxford dem. I det efterfølgende slag ved Stoke Field den 16. juni 1487 led York-hær et afgørende nederlag. Lincoln selv blev dræbt i slaget sammen med de fleste af de andre York-ledere. I november 1487 blev han posthumt frataget sin ære, liv og gods.
Hans død blev ikke enden på de la Pole-familiens tronkrav. Hans yngre bror Edmund de la Pole, 3. hertug af Suffolk blev den ledende York-prætendent til tronen indtil hans henrettelse efter Henrik 8. af Englands ordre i 1513. Deres yngre bror Richard de la Pole fortsatte deres krav indtil sin egen død i Slaget ved Pavia (24. februar 1525), mens en fjerde bror, William, blev holdt fanget i Tower of London i 37 år og døde i 1539.

## Ægteskab og afkom
Lincoln giftede sig, måske i slutningen af 1470'erne, med Margaret FitzAlan, datter af Thomas FitzAlan, 10. jarl af Arundel, og Margaret Woodville, søster til Elizabeth Woodville, som fødte ham én søn, Alan de la Pole, der døde ung. Ifølge Horrox var der dog ingen børn i ægteskabet. I oktober 1524 testamenterede Margarets far, Thomas FitzAlan, hende en "stor ring med en turkis". Hun ser ud til ikke at have giftet sig igen, og datoen for hendes død er ukendt.

## Skildringer
Lincoln var en hovedperson i de første episoder af BBC 2-dramaserien om Henrik 7., The Shadow of the Tower, fra 1972. Han blev spillet af James Laurenson.